# Josip Avelini
Josip Avelini (1891. − 1947.), hrvatski lokalni dužnosnik i zaslužnik hrvatskog turizma s otoka Hvara, po struci liječnik. Šurjak je hrvatskog diplomata i ratnog zrakoplovca Jakova, čiju je sestru Katicu oženio.

## Životopis
Rodio se je 1891. godine. Obnašao je dužnost načelnika općine Hvara od 1921. do 1929. godine te još neke javne dužnosti grada Hvara. Također je obnašao visoke dužnosti u gospodarstvu: dugo je godina bio upraviteljem najvećeg hotela u Hvaru, hotela Palace (prije imena hotel carice Elizabete) od 1927. do 1939. godine. Angažirao se je na poboljšanju turističke infrastrukture. U međuratnom je razdoblju radio na unaprjeđenju osnovnih javnih potreba i usluga koje može pružiti grad Hvar. Brojne su Avelinijeve inicijative za izgraditi turističke objekte. Bitan i na marketinškom polju. Vrlo je intenzivno turistički promicao otok Hvar. Pored toga uspješno je pohodio sve moguće financijere za turističke projekte. Legendarna je među Hvaranima Avelinijeva dosljednost u promicanju marke Hvara kao toplog i sunčanog otoka: čak i po zimi je u ljetnoj odjeći pohodio banke i ministarstva u Beogradu za izvući novac od njih. Samostalno je stvarao lokalnu turističku politiku, zbog čega je nailazio na žestoke kritike(povijesno upravno središte grada Hvara kneževa (komunalna) palača srušena je prigodom gradnje hotela Palace, izgrađenog sjeverno od gradske lože)
U objekte (turističke ili prateća infrastruktura) koji su podignuti, unaprijeđeni ili čija je gradnja počela za mandata dr Avelinija su:
- 1923. vodovodna mreža[1]
- 1924. drvored palma na obali[1]
- 1925. mala električna centrala na Dolcu, čime je Hvar dobio i noćno svjetlo[1]
- 1927. novo kameno kupalište (završeno iste godine), onodobno najljepše na Jadranu, po projektu arhitekta Silvija Sponze (1889. – 1960.); postalo je središtem dnevnog turistički vrlo bogatog života[1]
- 1929. hotel Madeira (početak gradnje)[1]

Poslije mandata općinskog načelnika zaslugom dr-a Avelinija napravljeno je sljedeće:
- 1935. proširenje i obnova hotela Palace[1]
- 1939. Lječilišni dom dr. Josip Avelini (početak gradnje); otvoren 1948. kao hotel Dalmacija[1]

Avelinijeve inicijative potakle su i druge Hvarane na iste i slične poteze, pa su otvoreni novi i prošireni postojeći hoteli, uređene su obale obale, plaže, parkovi i šetnice uz more. Prometna je infrastruktura također poboljšana. Cestovno poboljšanje je izgrađena cesta Hvar - Stari Grad - Jelsa 1939. godine. a pomorsko je poboljšanje brodskih veza s Hvarom. Posljedica su brojni pridošli gosti i veliki turistički uzlet, koji je pomogao ublažavanje teške međuratne gospodarske i društvene kriza Hvara, koji je patio zbog jako loše proizvodnje i prodaji vina (dotad osnovnoga gospodarskog proizvoda Hvara), nezaposlenosti, gladi, policijske represije režima prve Jugoslavije te gubitka radne snage i potrošača masovnim iseljavanjem u inozemstvo.